# La Gloria (Jaén)
La Gloria (históricamente conocido como La Glorieta) es un barrio residencial de Jaén capital ubicado en el extremo sur del casco urbano. Está construido sobre la falda oriental de La Peña, y el eje de su urbanismo lo constituye la carretera de Jabalcuz (antigua carretera de la Fuente de la Peña). Se trata de un barrio con una marcada identidad intralocal debida su historia urbanística y sus orígenes demográficos, habiendo asimilado tradiciones y festividades como propias.
Celebra sus fiestas el fin de semana correspondiente al segundo domingo de mayo, día de la popular romería del Cristo del Arroz.

## Historia

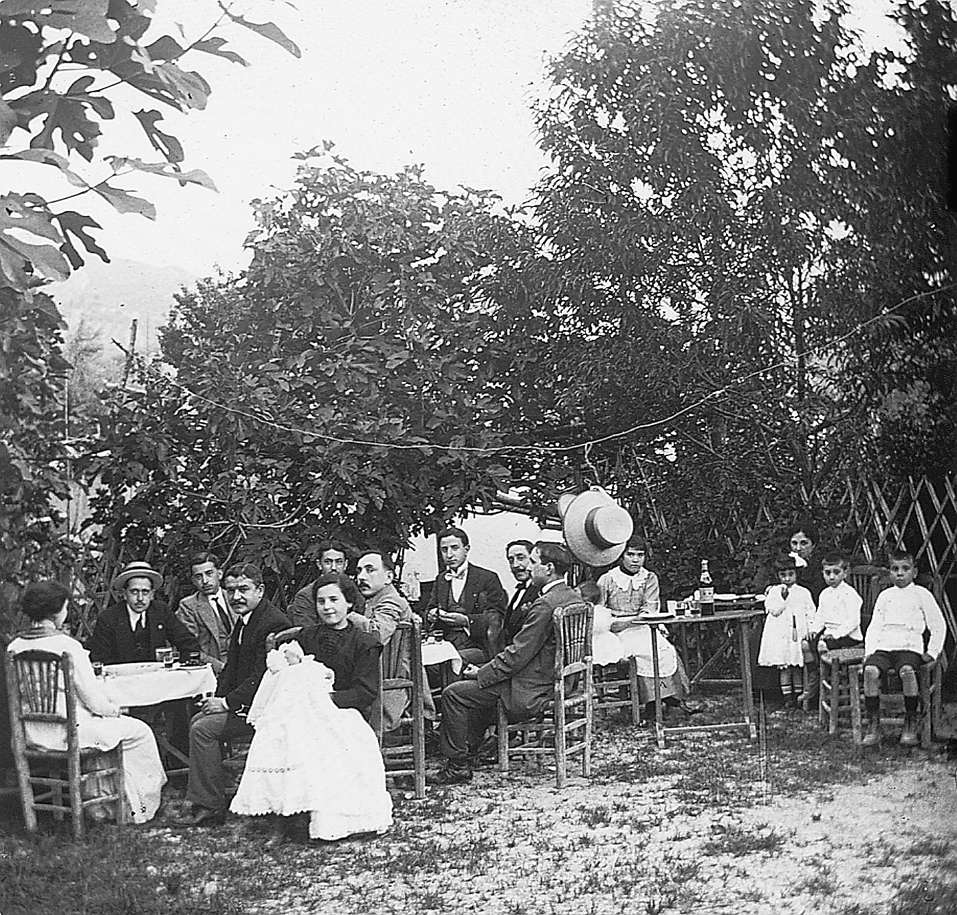
Celebración de un bautizo en el merendero de San Juan de la Cruz (década de 1910).

### La casería y paseo de la Glorieta
La casería de la Glorieta estuvo ubicada bajo los actuales bloques entre las calles La Gloria y Pedro Huesa Pérez. Según Luis Berges y Manuel López la primitiva casería fue de viña y olivar, y fue remodelada en 1883 para instalarse en ella un popular merendero, conocido bajo el nombre de San Juan de la Cruz.
Desde principios del siglo XX se tiene constancia del topónimo «camino de la Glorieta» para denominar el paseo que conducía a la Fuente de la Peña. Dicha denominación debía responder a la definición, hoy en desuso, de «sitio o paraje destinado a paseo público, especialmente cuando se halla cubierto de enramada o hay en él varios cenadores».
Esta glorieta pública es descrita:

Y frente a ella [casería de la Glorieta], aprovechando un altozano donde confluían los dos caminos que a la Fuente de la Peña llevaban, se hizo una glorieta. Una pequeña plazuela centrada por un pedestal de piedra labrada, que sostenía un elegante candelabro con un farol; circundada por asientos de piedra blanca que se ofrecían más que como descansaderos, como gratuitos e impagables miradores, para disfrutar largo y tendido de la visión mágica del paisaje de Jaén.
Manuel López Pérez (1992): Las cartas a don Rafael, pág. 200. Publicado originalmente en el diario Ideal el 14 de mayo de 1989.

Posteriormente, en la antigua casería se instaló la familia Toledano, que construyó una vaquería que ofrecía la venta directa de leche. El topónimo de Toledano aún permanece para designar a estos bloques del extremo sur del barrio.

### El Plan de Ordenación de 1952 y su ejecución
La construcción del barrio estuvo prevista en el Plan de Ordenación Urbana de Jaén de 1952. El proyecto, del arquitecto Antonio María Sánchez en 1959, trazó libremente su urbanismo sobre terrenos agrícolas dominados por el olivar, habiéndose ejecutado gran parte del plan dos décadas después de su redacción.
Los primeros bloques residenciales, que muestran una orientación distinta en la trama urbana, fueron construidos bajo la fórmula de protección oficial, en concreto las manzanas ubicadas entre las actuales calles Juan Valera y Virgen del Mar, ejecutándose de este a oeste, y entregados oficialmente en 1965 por el Ministerio de la Vivienda franquista. Inicialmente, las primeras construcciones se financiaron a través de donaciones de la «Operación Escoba», y por la obra social del Monte de Piedad y Caja de Ahorros de Córdoba, cuyo antiguo directivo, Félix Romero Mengíbar, era obispo de Jaén (1952-1970). Además, con la promoción conjunta de Cáritas Diocesana, se erigió también la iglesia, cuya gestión fue cedida a padres oblatos. Aún hoy mantiene Cáritas su sede principal en La Glorieta.

### Orígenes demográficos. Las agrupaciones vecinales
La construcción de La Glorieta se produce en el contexto de los planes generales de ordenación urbana de las décadas de 1950 y 1960, cuando también se inicia la construcción de otros barrios periféricos como El Valle y San Felipe en Jaén, o La Chana y El Zaidín en Granada, con el objetivo de ofrecer vivienda asequible a familias de clase obrera ante el creciente éxodo rural hacia las ciudades. Esta población foránea a la capital, junto a una clase humilde movilizada a las afueras, en un contexto de cierto aislacionismo físico al no solventarse durante los primeros años la continuidad de la ciudad y sus servicios básicos, daría al barrio un carácter intralocal con una identidad diferenciada.
La falta de equipamientos culturales y sociales en estos barrios de nueva construcción, promovió que los vecinos se organizasen en grupos parroquiales y clubes juveniles. En La Glorieta, así fue con el salón juvenil de la iglesia de San Pedro Pascual, fundado por miembros de la Hermandad Obrera de Acción Católica. Fueron estas primeras agrupaciones el germen de las asociaciones vecinales actuales, surgidas al amparo de la Ley 191/1964. A pesar de la reducida extensión de su entramado urbano, La Glorieta posee dos asociaciones principales, la vecinal «La Gloria» (calle Pedro del Alcalde), constituida oficialmente el 4 de marzo de 1981, y cultural «La Mella» (calle La Gloria), constituida el 5 de marzo de 1997, dualidad que responde a que tradicionalmente han seguido sus juntas directivas un distinto posicionamiento político.

### El barrio en la actualidad
En la actualidad el barrio se encuentra muy transformado, con buenos equipamientos, albergando la mayor concentración de colegios e institutos de la ciudad: CP Martín Noguera, IES Fuente de la Peña, y los colegios privados Cooperativa Andrés de Vandelvira (cuyos terrenos se encuentran cedidos por la diócesis de Jaén siempre que se mantenga su uso educativo), Marcelo Spínola y Santa María de los Apóstoles; al norte del barrio se ubica además el Centro Concertado de Educación Especial Virgen de la Capilla, que fuera financiado por el Monte de Piedad y Caja de Ahorros de Córdoba. Sobresale de igual modo una gran dotación de zonas verdes, espacios ajardinados y recreativos, destacando el parque del Seminario.
En julio de 2005 se finalizó un aparcamiento para residentes, bajo la fórmula de cesión por 50 años, en cuya parte superior se habilitaron unas pistas deportivas públicas. En febrero de 2007 se inauguró la residencia de mayores Fuente de la Peña al sur del barrio, en las cercanías del antiguo lavadero homónimo.

### Expansión del Cerro Almodóvar y controversia

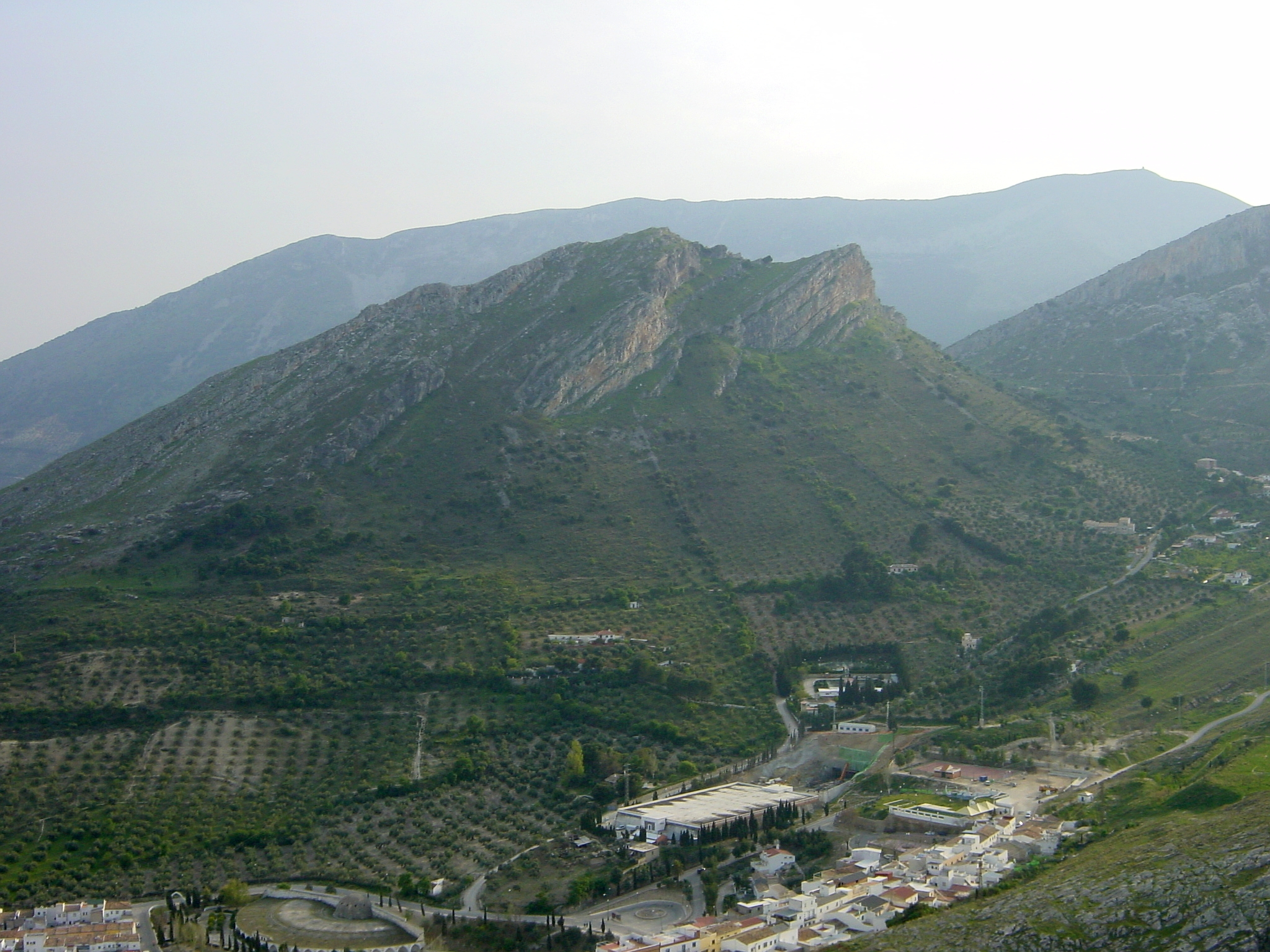
La Peña (a veces denominado cerro Almodóvar) desde el castillo.

El Plan General de Jaén aprobado en 2016 preveía la expansión de la trama urbana hacia el oeste, con la construcción del Residencial Cerro Almodóvar, y un cinturón verde en su parte más elevada. Se trata de un proyecto polémico por su impacto ambiental, y que ha sido acusado de especulación urbanística por parte de la oposición política al tratarse de terrenos que están muy concentrados en una única propiedad.
Históricamente, el paraje ha formado parte de la visión del perfil característico de la ciudad de Jaén. Pascual Madoz describía en el siglo XIX:

Si se tira una línea recta que parta de medio del cerro de San Cristóbal, y termine en el lado meridional de la población, formaremos un círculo compuesto esteriormente por la línea dicha, el cerro de San Cristóbal, el de Puerto Alto, la sierra de Jaén, Javalcuz y cerros de Riocuchillo, Almodóvar, Neveral y el Castillo, cerrando este último en la ciudad. Todos los terrenos comprendidos dentro de este gran círculo puede decirse que forman un magnífico valle, en el cual campean los pintorescos cerros [...] Hoy todo está cultivado, todo es vegetación. Los mil colores de la vid, el olivo y otras plantas, el animado movimiento de las gentes del campo, las agraciadas casas, que en gran número pueblan aquel valle, las mil veredas que lo cruzan en todas direcciones, unido todo esto a las costumbres sencillas de los moradores, forma un conjunto, una agrupación de objetos capaces de ofrecer grata contemplación al filósofo, inspiraciones al poeta y motivos de aplicaciones prácticas al economista.
Pascual Madoz: Diccionario geográfico-estadístico-histórico (1847), vol. IX, pág. 556

En la actualidad se sigue poniendo de relieve la singularidad del paisaje. En la ficha de una ruta senderista por La Peña y La Mella, en la página de la marca Paraíso interior de la Diputación Provincial, se expresa: «Pocas ciudades cuentan en su entorno inmediato con un mirador tan majestuoso como el que nos ofrece esta emblemática peña».
Respecto a los valores de biodiversidad, dentro del conjunto que forman los cerros de La Peña y La Mella, existen poblaciones reducidas de aves como el escribano montesino y la collalba negra, que sólo pueden ser observadas al sur de la ciudad. Nidifica además el águila perdicera, especie amenazada por cuya protección ya se han emitido judicialmente sentencias de derribo en el paraje.

### Callejero

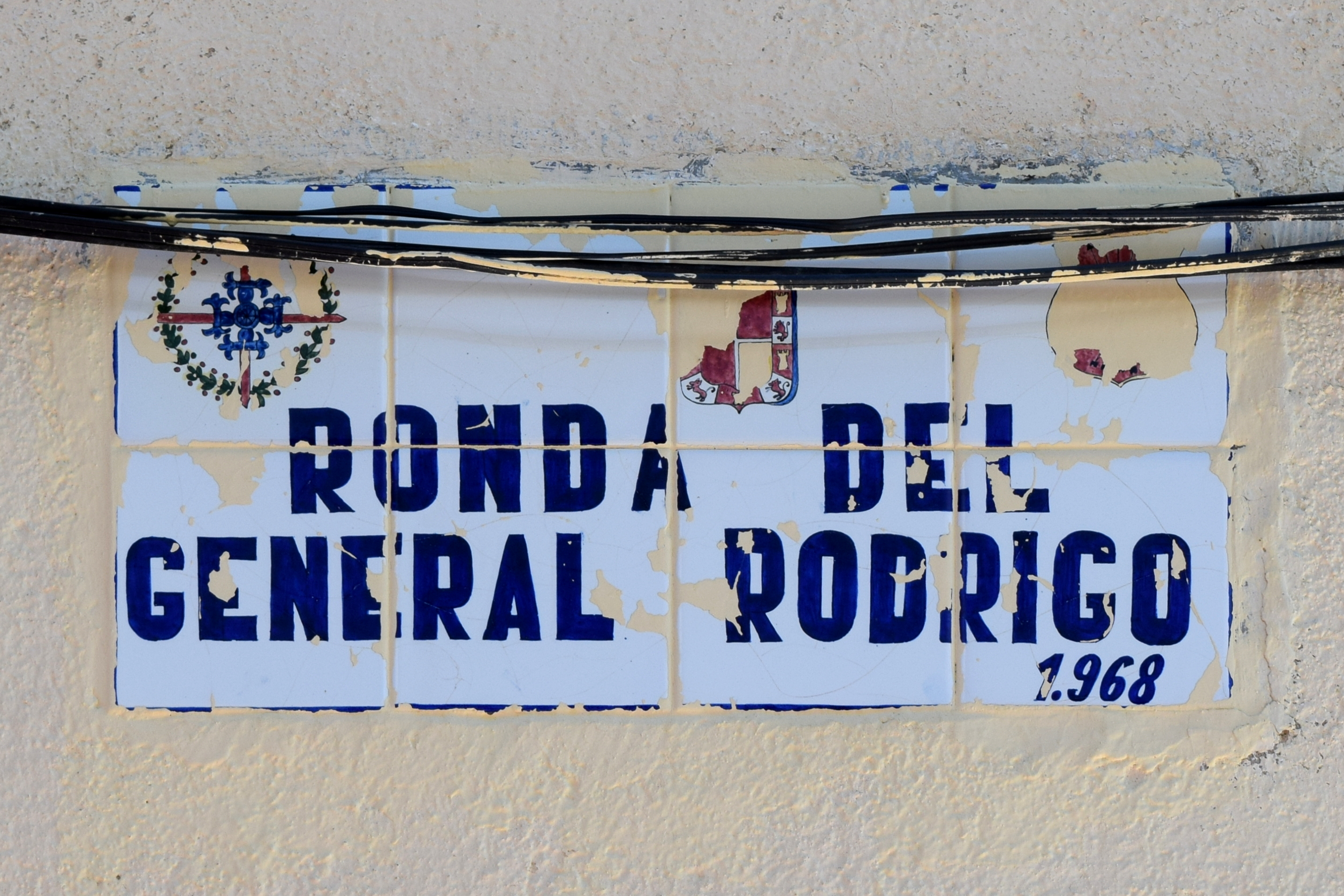
Rótulo de la antigua ronda del General Rodrigo, con la fecha 1968. El escudo de la izquierda, en alusión al general, pertenece a la Real y Militar Orden de San Fernando. Está ubicado al final de la manzana de la calle La Esperanza.

En cumplimiento de la ley de Memoria Histórica el Ayuntamiento de Jaén aprobó en septiembre de 2009 el cambio de la denominación de un total de 44 calles de la ciudad, que en La Glorieta fueron cuatro:
- Calle Batalla del Ebro, actualmente Arrayán. El nuevo nombre hace alusión a la romería del Cristo del Arroz, pues el viernes previo era tradición decorar con ramas de arrayán, además de retama, unos mástiles en la ermita.
- Calle General Chamorro,[31] actual Pedro del Alcalde. La denominación actual hace referencia a un guerrillero villariego, que el 3 de julio de 1808 defendió el paso de la Fuente de la Peña frente a las tropas francesas durante la Guerra de la Independencia.[32]
- Ronda del General Rodrigo, actual ronda del Astrónomo Al-Jayyani.
- Prolongación de la ronda del General Rodrigo, actual calle Alonso de Freylas.

En el caso de la «glorieta de Santa María Micaela» ha quedado como testigo de una parte de la historia del barrio. Esta calle peatonal recibe el nombre de la fundadora de las hermanas adoratrices, primeras gestoras del actual colegio Marcelo Spínola, hasta que, a principios de la década de 1980, lo cedieron a las esclavas del Divino Corazón.
Por otro lado, en abril de 2015 el pleno del ayuntamiento aprobó rotular por primera vez la calle «La Gloria», que anteriormente se consideraba las traseras de la calle Tomás Moreno Bravo, tras una petición formulada por la asociación de vecinos.

## Lugares de interés
- Cerros de La Peña y La Mella, con abrigos con pinturas rupestres declaradas Bien de Interés Cultural.
- Colegio Santa María de los Apóstoles, proyecto de Enrique Bonilla y Mir de 1961.[35]
- Ermita del Cristo de Charcales o del Arroz, de 1905.
- Escudo eclesiástico en piedra de la Orden de San Agustín (siglos XVI - XVII), con seis borlas a cada lado, sin conservar capelo. Ubicado en las escaleras de la calle Nuestra Señora de Loreto a la carretera de Jabalcuz. Por su heráldica, procedería del desaparecido convento giennense de San Agustín.[36] Se encuentra bajo la protección de Bien de Interés Cultural, categoría Monumento (Decreto 571/1963, de 14 de marzo; BOE núm. 77 de 30/03/1963).
- Espacios recreativos: pistas deportivas sobre aparcamiento La Glorieta (ronda del Astrónomo Al-Jayyani) y campo de fútbol El Jamarguillo sobre depósito de agua Cuatro Caminos (calle Eras de Santa Ana); mesas de ping pong; parques infantiles.
- Iglesia de San Pedro Pascual, proyecto de Ramón Pajares de 1964 y abierta al culto en 1975.[35]
- Lavaderos de la Fuente de la Peña[37] y área recreativa.
- Parque del Seminario, parte del Conjunto Histórico de Jaén, declarado Bien de Interés Cultural (Decreto 272/2011, de 2 de agosto; BOJA núm. 157 de 11/08/2011).
- Vía verde de Jabalcuz, tematizada con esculturas del artista orcereño José Fernández Ríos y con la ruta «Pasos con-versos».[38]

## Ciclo festivo

### Cabalgata de Reyes Magos
La Glorieta es el único barrio de Jaén que cuenta con su propia cabalgata de Reyes Magos. Está organizada por la asociación de vecinos con la colaboración de algunos comerciantes, que aportan camiones y furgonetas. Desde 2012 la Asociación Vive Libre, radicada en el barrio, organiza además una recepción y cabalgata diurna con el reparto de regalos.

### Lumbres de San Antón

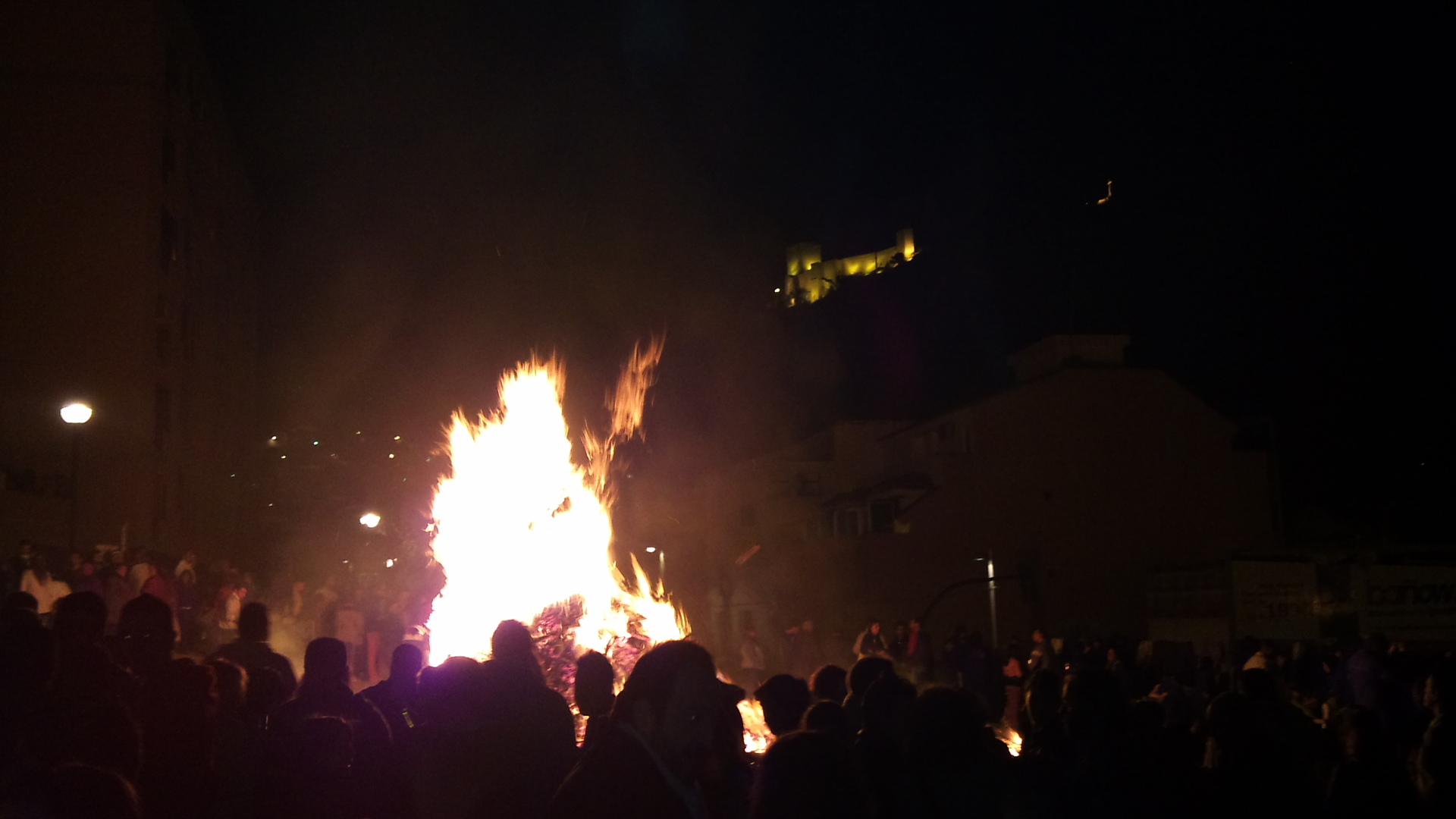
Lumbre de San Antón en el solar junto a la iglesia de San Pedro Pascual.

En la noche del 16 de enero, víspera de la festividad de San Antonio Abad (día 17), se celebran en la provincia de Jaén las tradicionales lumbres de San Antón, y que en el caso de la capital, desde 2017, se realizan el sábado más próximo al día 16 junto a la carrera urbana homónima.
La Glorieta organiza dos lumbres a través de sus dos asociaciones principales: en el solar junto a la iglesia por la asociación vecinal La Gloria, y frente a la residencia de mayores por parte de la asociación cultural La Mella. El grupo parroquial suele celebrar una tercera en la explanada del colegio Andrés de Vandelvira.

### Semana Santa
La iglesia de la Inmaculada y San Pedro Pascual acoge al grupo parroquial «Nuestro Padre Jesús de los Afligidos y María Santísima de África», fundado en 2011 y oficialmente inscrito por la delegación diocesana en febrero de 2013. Aspira a constituirse en Hermandad de Penitencia para procesionar en un futuro próximo en la Semana Santa de Jaén.

### Cruces de mayo
A diferencia de otros barrios de la ciudad donde participan las asociaciones vecinales, en el caso de La Glorieta son exclusivamente las instituciones religiosas las que organizan la decoración de dos cruces: en la parroquia y en el colegio Santa María de los Apóstoles. La cruz principal, instalada en la parroquia de la Inmaculada y San Pedro Pascual, ganó en 2016 y en 2022 el primer premio del concurso local.

### Fiestas y romería del Cristo del Arroz

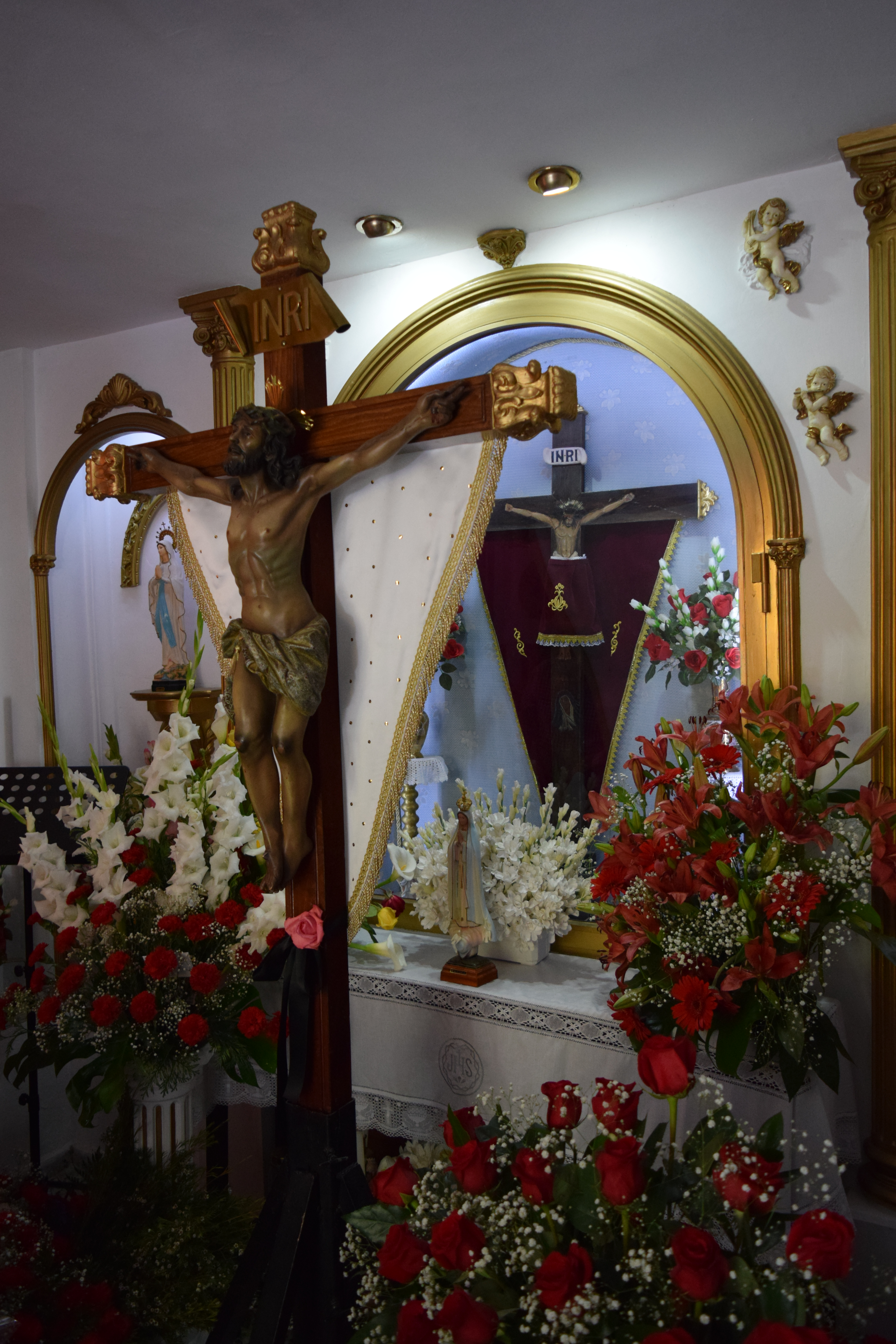
El Santo Cristo de Charcales, en su ermita, tras la misa romera. Delante la imagen que se procesiona (de 1947), y en la hornacina la Cruz que la tradición religiosa remonta al.

Desde el viernes anterior al segundo domingo de mayo se festeja una verbena popular en las calles del barrio, con barras y carpas improvisadas en bares, cocheras y espacios públicos, así como mercadillo y atracciones de feria. En la calle Pedro del Alcalde, frente al local de la asociación de vecinos, se ubica un escenario para actuaciones musicales y concursos. El viernes también se procedía a la corta de ramas de arrayán y retama para decorar unos mástiles en la ermita, tradición discontinuada en la actualidad.
La romería comienza el domingo a las ocho y media de la mañana, siendo previamente anunciada con el lanzamiento de cohetes. La procesión romera, acompañada de repique de tambores, sale del barrio para realizar un pasacalles por el centro histórico de la ciudad, en cuyo camino se realiza una ofrenda floral en el Camarín de Jesús. Posteriormente se dirige a la ermita del Cristo de Charcales, donde se celebra una misa a las doce. El mediodía concentra las horas de reunión de los vecinos, en las que es tradicional comer un plato de arroz caldoso, antiguamente ocupando el entorno de la ermita y en la actualidad mucho más concentrado en el interior del barrio. Al llegar la tarde, a las seis y media, la hermandad regresa a la ermita, porta al Cristo en unas andas, y se inicia una procesión por las calles de La Glorieta, en compañía de una banda de música y en la que tradicionalmente participa el alcalde de la ciudad. Al caer el sol, la imagen retorna a su templo.
Históricamente, la romería ha sido organizada por agricultores y ganaderos de la ciudad. Su origen tiene un marcado carácter agrícola, en el contexto de las festividades de mayo, estando protagonizada la leyenda del hallazgo de la Cruz por un campesino. En la actualidad, es el barrio el que se vuelca en su organización, participando en conjunto en las fiestas y dirigiendo la hermandad la procesión romera.

#### Origen devocional e iconografía

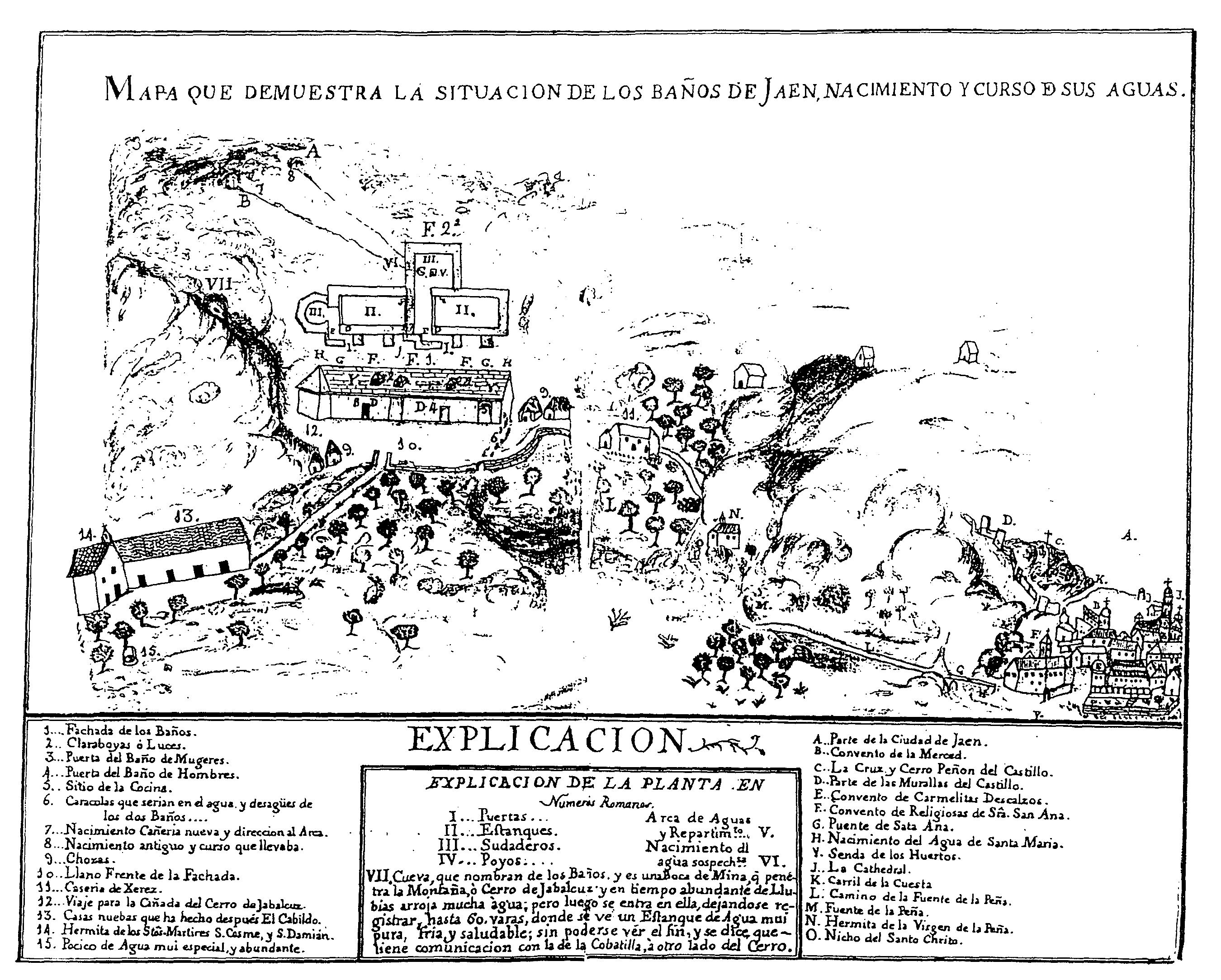
Plano de finales del en el que se indica la ubicación de la ermita de la Virgen de la Peña (N), y junto a ella el denominado Nicho del Santo Cristo (O), por lo que ambas devociones debieron coexistir durante cierto tiempo.

El Cristo de Charcales se encuentra muy vinculado al paraje de la Fuente de la Peña. La Crónica del Condestable Iranzo señala que era tradición celebrar allí la Pascua del Espíritu Santo o Pentecostés, describiendo el lugar: «aún no media legua de la dicha ciudad de Jaén, camino de Granada, se facen unos prados muy alegres, de la una parte cercados de huertas y grandes frutales y de la otra, unos cerros de peñas bien altos, al pie de los cuales nacen tres fuentes de aguas muy claras. Y llámanse aquellos prados, la fuente de la Peña.» Autores como López Pérez enraízan en esta celebración de Pentecostés en el siglo XV, el origen de la fecha y localización de la tradición religiosa aún vigente.
En el siglo XVI la fuente es sacralizada bajo una advocación mariana y se erige una ermita que estuvo en pie hasta el siglo XVIII. El 11 de agosto de 1588 se documenta la fecha de constitución de la cofradía y capellanía de Nuestra Señora de la Peña, a iniciativa y expensas del jienense Sebastián Carrera.
La actual advocación cristológica es de principios del siglo XIX, cuando se inicia la construcción de una nueva ermita para acoger al Santo Cristo de la Peña. A partir de 1885 se empezó a conocer como Cristo de Charcales, año en el que se funda su cofradía, y en 1905 el Ayuntamiento financia la construcción de la ermita actual. Durante la Guerra Civil la imagen fue destruida, documentándose el encargo de una nueva en 1939 y otra en 1947, la que hoy se procesiona y que fuera bendecida el 20 de mayo de ese año en un acto al que asistió una representación de la cofradía del Cristo de Chircales.
Esta vinculación con el Cristo de Chircales de la próxima localidad de Valdepeñas de Jaén, es el origen de la denominación del patrón de La Glorieta como de Charcales, cuya cofradía de Jaén quedó escindida durante la Guerra Civil, al mismo tiempo que se particularizó el culto de la imagen custodiada en la ermita de la Fuente de la Peña. La iconografía de la imagen procesional actual, no obstante, responde a la del Cristo de Limpias en cuanto a expresión corporal, fisonomía, las manos en gesto de bendición o los pliegues del paño de pureza, si bien con ciertos rasgos barroquizantes como una musculatura más pronunciada. Aunque no está documentada una relación directa, frente a la ermita hubo una casería denominada del Cristo de Limpias, cuyo propietario erigió además en la década de 1950 un torreón en un cerro cercano.
Si bien la imagen procesional está realizada a molde en un taller de Olot, en el interior de la ermita se conserva la Cruz que se considera original, y cuyo origen devocional el himno de la hermandad data en el siglo XVII (véase la sección Hallazgo del Cristo de Charcales). Esta Cruz de madera tiene pintado al Santo Cristo de Charcales bajo la iconografía de la Buena Muerte (diferente así a la Expiración de la imagen procesional), con el retrato de una Virgen Dolorosa a sus pies.

#### Crónicas de 1891 y 1914
El diario La Correspondencia de España publicó una crónica de 17 de mayo de 1891 en la que el corresponsal describía la romería del Señor de Charcales, señalaba su origen en 1885, se refería a la «glorieta de Fuente de la Peña», y anotaba la vinculación de los cofrades con vecinos de Valdepeñas de Jaén:

Esta tarde se ha celebrado la romería á la ermita del Señor de Charcales, situada en el camino de Los Caños de Jabalcuz, próximo á la fuente de la Peña. Esta romería data de 1885, en que el barrio de Puerta de Granada se vió libre de la visita del cólera, dándose la circunstancia de que en dicho barrio no se registrara un solo caso, mientras la capital se veía diezmada. Sus habitantes, labradores en su mayoría, tienen mucha devoción al Señor y formaron una cofradía, que esta mañana ha celebrado su fiesta anual, y esta tarde la acostumbrada procesión, desde dicho punto hasta la glorieta de Fuente de la Peña.
La ermita se halla engalanada con arcos de follaje y alumbrada por faroles á la veneciana.
Formaban la procesión: una música, los cofrades de la capital y los del vecino pueblo de Valdepeñas, con gallardetes y banderas blancas de seda, el clero, autoridades y escolta de la guardia civil. Han acudido más de 30 carruajes con forasteros.
Al pié de un gran cerro se vé un rico manantial de agua, cuya charca lleva el nombre de Fuente de la Peña. El sitio es delicioso, tiene una frondosa arboleda, y en ella se han establecido muchos puestos de feria.
Calcúlanse en 8000 personas las que han acudido á solazarse y merendar en tan ameno sitio.
Nada ha turbado la alegría de los romeros ni hecho necesaria la intervención de las autoridades
La Correspondencia de España: diario universal de noticias, año XLII, número 12096, 18 de mayo de 1891, pág. 2

Por otro lado, en mayo de 1914, Alfredo Cazabán describió la romería del Santo Cristo para la revista Don Lope de Sosa, en un texto que cita la advocación como Cristo de Chircales, así como señala el tradicional carácter agrícola de la festividad:

El segundo de domingo de Mayo se celebra la romería y procesión al Santo Cristo de Chircales, en la Fuente de la Peña. En las rocosas vertientes donde el Condestable D. Miguel Lucas de Iranzo corría osos en honor de Enrique IV de Castilla, están los muros de la arruinada ermita de Nuestra Señora de la Peña, uno de los más antiguos santuarios de Jaén. Abandonada la ermita solo quedaron en ella leyendas de duendes y cuentos de tesoros, exagerados por la fantasía del vulgo. Para dar culto al Cristo de Chircales, que allí existía, copia del que se venera en Valdepeñas, se construyó junto al camino un pequeño Santuario. Está situado en el ángulo que las rocas forman y la luz que de noche lo alumbra, tiene encantos de piadoso misterio, de mística tristeza, de silencio, de soledad entre las sombras de aquellos grandiosos parajes.
El segundo domingo de Mayo, el santuario se viste de gala, y lo adornan ramas y flores; y se celebra una misa que acompañan gorgeos [sic] de pájaros y rumor de fuentes; y por la tarde unos labradores, que viven en las huertas vecinas, sacan al Cristo en procesión; en una procesión que tiene toda la sencillez, el encanto y la humildad de una fiesta de aldea.
Alfredo Cazabán (1914): «En el Santo Cristo». Don Lope de Sosa, 17, pág. 157

### Romería de Santa Catalina
La procesión oficial de la romería de Santa Catalina (25 de noviembre), copatrona de la ciudad de Jaén, parte de la iglesia de San Pedro Pascual en La Glorieta, edificio donde también tiene su sede la cofradía. Para el día de la romería (domingo anterior si el 25 de noviembre no es fiesta local), frente a la asociación de vecinos se instala una barra en la que se ofrecen las tradicionales sardinas en compañía de música.

## Leyendas

### Hallazgo del Cristo de Charcales

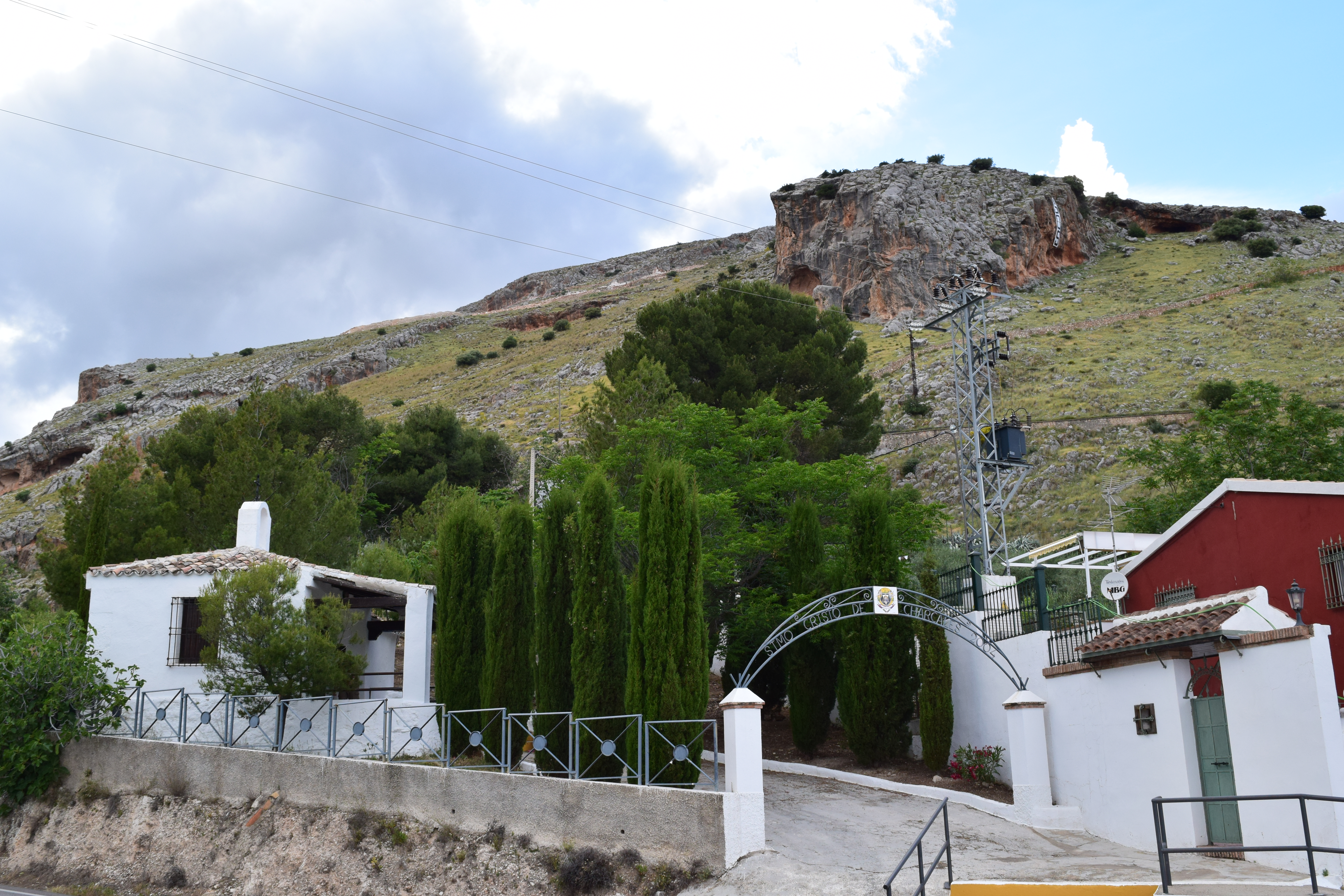
Ermita del Santo Cristo de Charcales, con La Peña al fondo.

La tradición cuenta que un ladrón asaltó la casa de un viejo matrimonio para robarle el dinero de sus ahorros. Durante el robo sorprendió a la anciana, que se encontraba sola en casa, a la que mató para que no le delatara. Al día siguiente cayó una gran tormenta, y el viejo viudo fue a trabajar a su huerta cuando encontró en un charco una Cruz de madera, momento exacto en el que un rayo acabó con la vida del ladrón, pudiendo recuperar el dinero perdido. Decidió pintar sobre la Cruz la imagen de Cristo, y levantar en su honor una ermita, templo que se llamó en adelante de los Charcales por el lugar de aparición.
El actual himno del Cristo de Charcales, de 1996, da nombre a la pareja de ancianos, Vicente e Inés, y enmarca la aparición en una tarde de mayo del siglo XVII:

Enclavado en los Charcales / de La Gloria de Jaén / desde el siglo diecisiete, / fue Vicente el de Inés, / fue una tarde de mayo, / con nubes fuertes y rayos, / en el cerro Jabalcuz, / y en la Fuente de la Peña / [...] / Una tarde tormentosa, / Vicente al campo salió, / y vio flotando en un charco / a esta cruz y la cogió. / Apretada contra el pecho / a su casa la llevó, / avisando a sus vecinos, / todos fueron para ver, / y una ermita construyeron / para darle gloria a Dios. / Y sobre esa cruz, Vicente, / un Señor también pintó.
Francisca García Espinosa: fragmento del Himno al Cristo de Charcales (1996)

### El espectro de la Fuente de la Peña

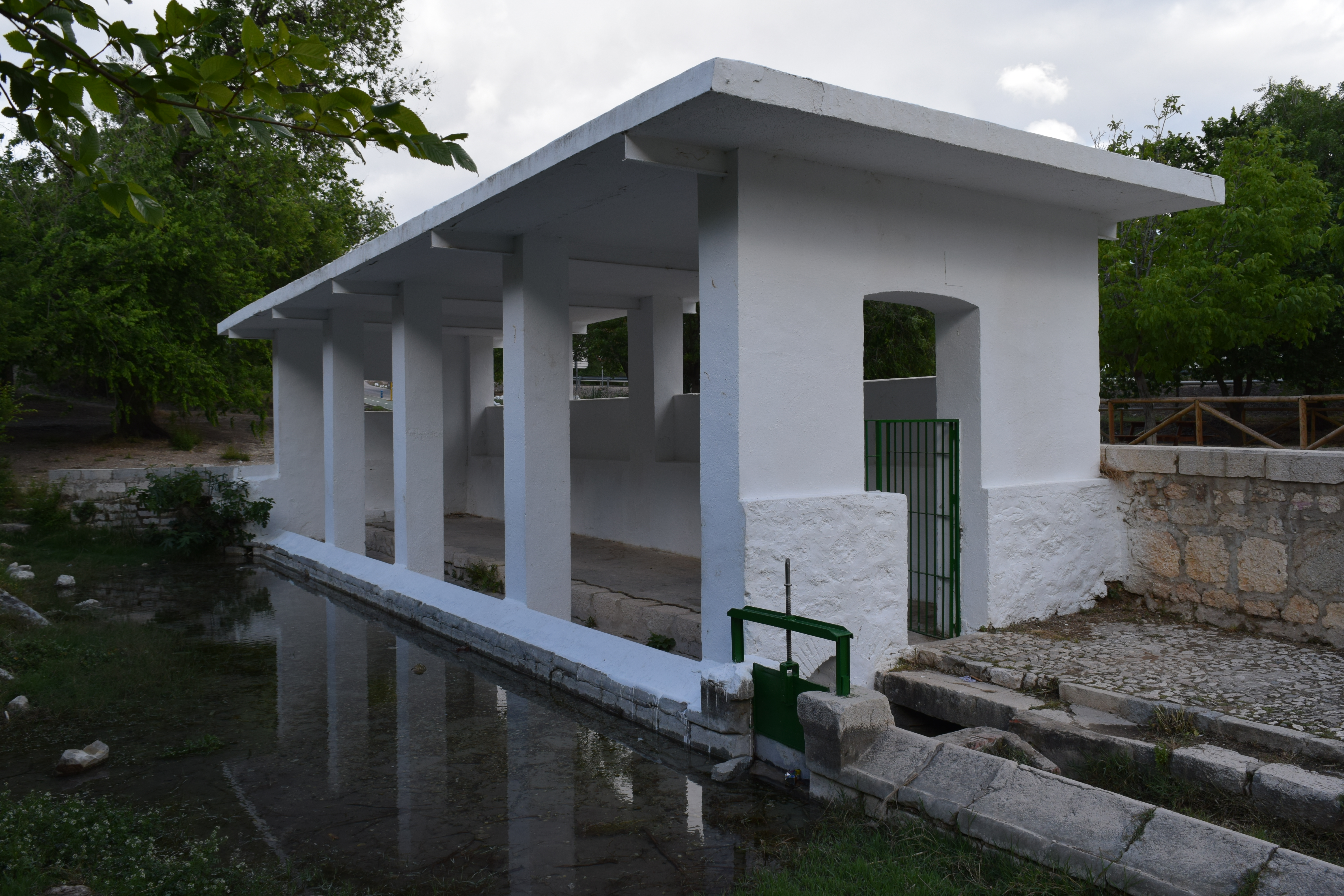
Lavadero de la Fuente de la Peña.

El paraje donde se ubican los lavaderos es escenario de una leyenda. Según ésta, un arriero escuchó en las cercanías de la Fuente de la Peña los sollozos de un bebé abandonado, que recogió sorprendido y subió a su mula. Al llegar a La Glorieta notó que la mula realizaba un paso fatigoso, como si portara una gran carga, y al girarse descubrió que, en lugar del bebé, sobre el animal cabalgaba una enorme bestia que le preguntó: «¿Tienes dientes como yo?».
La leyenda fue narrada por José de la Vega Gutiérrez en 1947, y posteriormente recogida por Manuel Amezcua Martínez. Se conocen paralelos directos en la provincia; una escena casi idéntica a la leyenda jienense se sitúa en Villanueva de la Reina, también cerca de una fuente, si bien es un choto el que se transforma en un gran macho cabrío, que pregunta al agricultor: «Tu abuelo no tendrá estos dientes como yo». Autores como López Cordero, relacionan la narración de la Fuente de la Peña con la leyenda de la Cruz de Requena en Jódar, tradiciones orales en las que la presencia del diablo se manifiesta como un peso repentino y posteriormente una pregunta al portador, que en el caso de Jódar es: «¡Requena!, ¿peso?».

### Libros
- Berges Roldán, Luis; López Pérez, Manuel (1997). Caserías de Jaén. Arquitectura del olivar (PDF). Jaén: Estudio Tría. ISBN 978-84-605-7030-1. OCLC 40997702.
- Jiménez Mena, Olga et al. (2011).  Excmo. Ayuntamiento de Jaén, Concejalía de Medio Ambiente y Salud, ed. Guía de la fauna vertebrada de la ciudad de Jaén (PDF). Jaén. OCLC 776584845.
- López Cordero, Juan Antonio (2003).  Caja General de Ahorros de Granada, ed. Jaén tras la muralla (HTML). Colección Jaén y Sus Barrios, 2. Jaén. ISBN 978-84-95149-49-7. OCLC 433356307.
- Lara Martín-Portugués, Isidoro; López Pérez, Manuel (1997).  López Murillo, José, ed. Jaén en blanco y negro. Introducción para una historia de la fotografía en Jaén (1860-1975) (2ª edición). Jaén: Encuadernaciones Murillo. ISBN 978-84-922909-0-1. OCLC 431730101.
- López Pérez, Manuel (1992).  Ayuntamiento de Jaén, ed. Las cartas a don Rafael. Jaén. ISBN 978-84-88183-03-3. OCLC 434705070.
- Padilla Sánchez, José Gabriel et al. (2008).  Junta de Andalucía, Consejería de Fomento y Vivienda; Colegio Oficial de Arquitectos de Jaén, ed. Guía de Arquitectura de Jaén (HTML y PDF). Jaén. ISBN 978-84-8095-536-2. OCLC 800137792. Archivado desde el original el 27 de septiembre de 2020. Consultado el 27 de marzo de 2016.

### Artículos y ponencias
- Fuentes Navarro, María Candelaria; Contreras Becerra, Javier (2009). «El movimiento vecinal en Granada y Jaén: nuevas perspectivas para su estudio, 1964-1981» (PDF).  En Instituto de Estudios Almerienses, ed. Sociedad y movimientos sociales, actas del IV congreso internacional historia de la transición en España (Almería): 467-482. ISBN 978-84-8108-459-7. OCLC 868871371.
- Marchal Martínez, José Manuel (2015). «La devoción al Cristo de Chircales en la Ciudad de Jaén» (PDF).  En Agrupación de Cofradías y Hermandades de la Ciudad de Jaén, ed. Pasión y Gloria (Jaén) (32): 159-167. ISSN 2386-9577. OCLC 908825596.

### Prensa y revistas
- Cazabán Laguna, Alfredo, ed. (30 de abril de 1914). «Jaén: Camino de la Glorieta (fotografía)» (HTML). Don Lope de Sosa, crónica mensual de la provincia de Jaén (16): 121. OCLC 436793826. Consultado el 24 de julio de 2017.
- Cazabán Laguna, Alfredo (31 de mayo de 1914). «En el Santo Cristo» (HTML).  En Cazabán Laguna, Alfredo, ed. Don Lope de Sosa, crónica mensual de la provincia de Jaén (17): 157. OCLC 436793826. Consultado el 24 de julio de 2017.
- Cazabán Laguna, Alfredo, ed. (septiembre de 1918). «Corridas de osos en Jaén, en 1464» (HTML). Don Lope de Sosa, crónica mensual de la provincia de Jaén (69): 279-278. OCLC 436793826. Consultado el 24 de julio de 2017.
- «Jaén, 17 (9 n.): Esta tarde se ha celebrado la romería á la ermita del Señor de Charcales...» (HTML). La Correspondencia de España: diario universal de noticias (Jaén) (12096): 2. 1891. OCLC 908825596.